# Ilyodon cortesae
Ilyodon cortesae är en fiskart som beskrevs av Paulo-maya och Trujillo-jiménez 2000. Ilyodon cortesae ingår i släktet Ilyodon och familjen Goodeidae. Inga underarter finns listade i Catalogue of Life.